# Kaple svatého Jana Nepomuckého (Benátecká Vrutice)
Kaple svatého Jana Nepomuckého stojí na návsi v Benátecké Vrutici, spadající pod město Milovice v okrese Nymburk. Jednoduchá zděná stavba na čtvercovém půdorysu je od 3. května 1958 kulturní památkou.

## Historie a popis
Kaple na návsi v Benátecké Vrutici pochází z roku 1842. Je kryta sedlovou střechou. Vstup do ní je řešen půlkruhovým otvorem, osazeným dekorativní kovanou mříží. Nad hlavní římsou, vynechanou po bocích stavby, je umístěn trojúhelníkový štít, jenž je zakončen pravoúhlou zvoničkou s křížem. Celý interiér je dedikován nevhodně polychromované barokní soše svatého Jana Nepomuckého, patrona kaple a hlavnímu předmětu ochrany památky. Pochází z poloviny 18. století a má tradiční oděv bez biretu. Do boků kaple jsou včleněny valené výklenky. U levé nohy sochy spočívá nahý andělíček, zdvihající staroboleslavské palladium. Andělíček má nad hlavou palmovou ratolest, kterou dřímá v ruce světec. K západnímu průčelí byla ke kapli přistavěna hasičská zbrojnice.
Dnes je kaple natřena na žluto, dříve měla okrovou barvu.

## Galerie

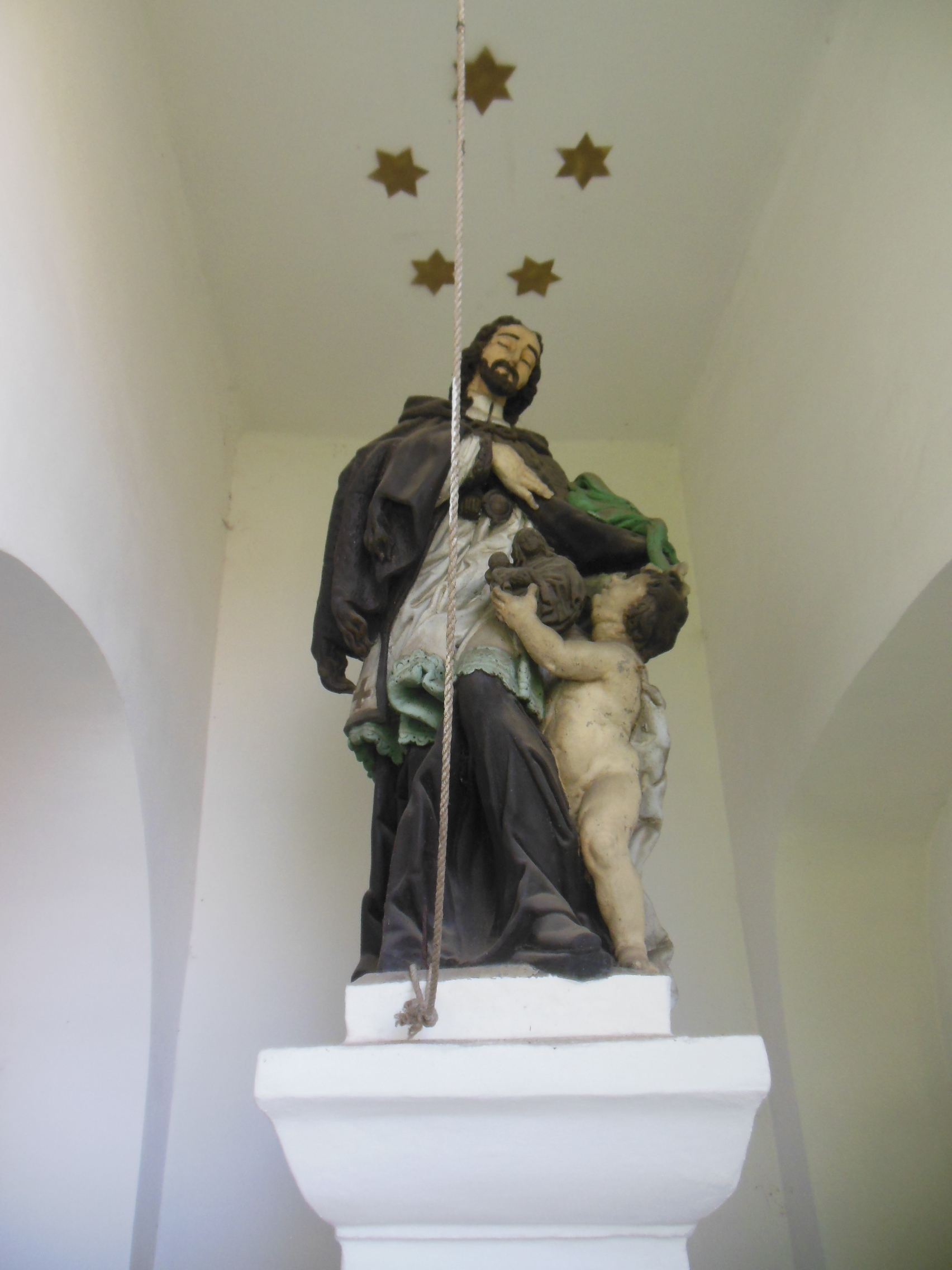
Socha v interiéru
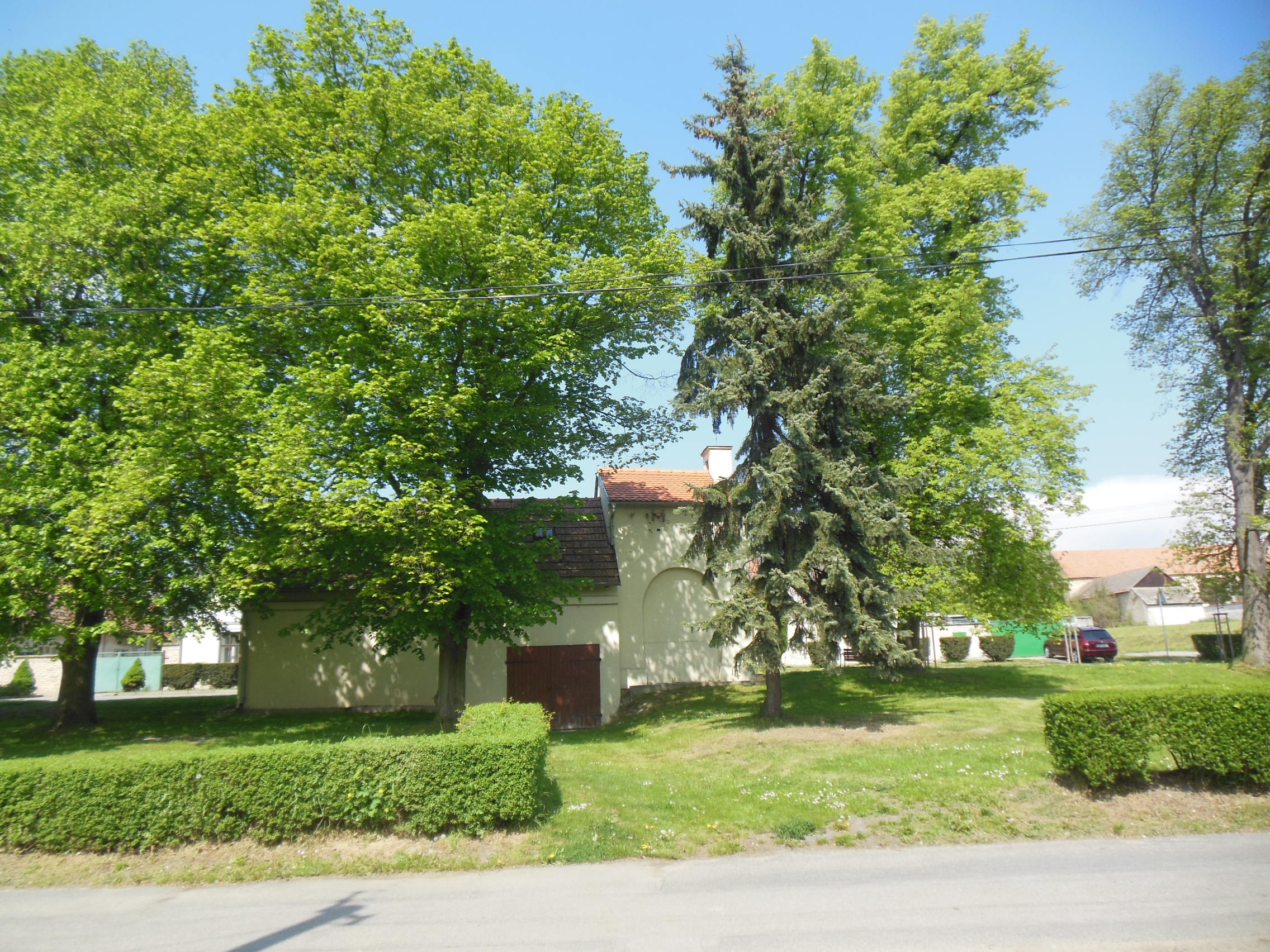
Pohled z boku